# Вейё, Давид
Давид Вейё (фр. David Veilleux; род. 26 ноября 1987; Кап-Руж, Квебек, Канада) — канадский профессиональный шоссейный велогонщик. Первый уроженец Квебека на Тур де Франс.

## Биография
В юности Давид мечтал принять участие в монументальных велогонках, таких как Милан — Сан-Ремо, Париж — Рубе и Тур Фландрии. Но главной его мечтой было доехать до финиша на Тур де Франс, которую он смог осуществить в 2013 году. В той гонке он финишировал на 123-м месте и стал первым уроженцем провинции Квебек, принявшим участие в Тур де Франс.
11 сентября 2013 года, заявил об окончании профессиональной спортивной карьеры и желании сосредоточится на получении образования в Университете Лаваля по специальности машиностроение. Его прощальной гонкой стал Гран-при Квебека по улицам родного города.

## Победы
| 2006 - Чемпионат Канады до 23 лет: - Чемпион в индивидуальной гонке на время - Чемпион в групповой гонке 2007 - Чемпион Канады до 23 лет в индивидуальной гонке на время 2008 - Чемпионат Канады до 23 лет: - Чемпион в индивидуальной гонке на время - Чемпион в групповой гонке - Тур Пенсильвании — этапы 4, 5 и генеральная классификация - Тур Элк-Гроува — генеральная классификация - Гран-при Nature Valley — этап 5 2009 - Чемпион Канады до 23 лет в индивидуальной гонке на время - Тур Юты — очковая классификация | 2010 - Чемпион Канады в критериуме - Фитчбург Лонгсджо Классик — генеральная классификация 2011 - Ла Ру Туранжель 2012 - Ми-Ау Бретонь — этап 1 - Тре Валли Варезине - Тур Эльзаса — пролог (ТТТ) 2013 - Букль де ля Майен - Критериум Дофине — этап 1 |

## Статистика выступлений наГранд Турах
| Гранд Тур | 2013 |
| --------- | ---- |
| Джиро     | -    |
| Тур       | 123  |
| Вуэльта   | -    |